# Sredice Gornje
Sredice Gornje (1981-ig Gornje Sredice) falu Horvátországban Belovár-Bilogora megyében. Közigazgatásilag Kapelához tartozik.

## Fekvése
Belovártól légvonalban 15, közúton 20 km-re északra, községközpontjától légvonalban 6, közúton 8 km-re északnyugatra, a Bilo-hegység területén, a Grabovac-patak partján fekszik.

## Története
Ez a vidék már a középkorban is lakott volt. A falu határában Sredice és Pavlin Kloštar között feküdt a Piletinc nevű település, melynek Miklós nevű plébánosát 1501-ben a zágrábi püspökséghez tartozó plébániák felsorolásában említik „Nicolaus plebanus in Pilethyncz” alakban. A falu és temploma valószínűleg a 16. században a török hódítás során pusztult el. A pontos helye ismeretlen de lehetséges, hogy a középkori templom helyén épült a mai falu pravoszláv temploma. A lakosság legnagyobb része az ország biztonságosabb részeire menekült, másokat rabságba hurcoltak. Ezután ez a vidék több évtizedre lakatlanná vált.
A mai falu a török kiűzése után a 17. században keletkezett, amikor a kihalt vidékre keresztény lakosságot telepítettek be. 1774-ben az első katonai felmérés térképén „Dorf Szredicze” néven szerepel. A település katonai közigazgatás idején a szentgyörgyi ezredhez tartozott. Lipszky János 1808-ban Budán kiadott repertóriumában „Szredicze (Gornye-)” néven szerepel.  
Nagy Lajos 1829-ben kiadott művében „Szredicza” néven 39 házzal, 24 katolikus és 250 ortodox vallású lakossal találjuk.
A katonai közigazgatás megszüntetése után Magyar Királyságon belül Horvátország részeként, Belovár-Kőrös vármegye Belovári járásának része volt. A településnek 1857-ben 252, 1910-ben 491 lakosa volt. Az 1910-es népszámlálás szerint lakosságának 66%-a szerb, 32%-a horvát anyanyelvű volt. 1918-ban az új szerb-horvát-szlovén állam, majd később Jugoszlávia része lett. 1941 és 1945 között a németbarát Független Horvát Államhoz, majd a háború után a szocialista Jugoszláviához tartozott. A háború után a fiatalok elvándorlása miatt lakossága folyamatosan csökkent. 1991-től a független Horvátország része. 1991-ben lakosságának 68%-a horvát, 24%-a szerb nemzetiségű volt. 2011-ben a településnek 159 lakosa volt.

## Lakossága
| Lakosság változása | Lakosság változása | Lakosság változása | Lakosság változása | Lakosság változása | Lakosság változása | Lakosság változása | Lakosság változása | Lakosság változása | Lakosság változása | Lakosság változása | Lakosság változása | Lakosság változása | Lakosság változása | Lakosság változása | Lakosság változása |
| ------------------ | ------------------ | ------------------ | ------------------ | ------------------ | ------------------ | ------------------ | ------------------ | ------------------ | ------------------ | ------------------ | ------------------ | ------------------ | ------------------ | ------------------ | ------------------ |
| 1857               | 1869               | 1880               | 1890               | 1900               | 1910               | 1921               | 1931               | 1948               | 1953               | 1961               | 1971               | 1981               | 1991               | 2001               | 2011               |
| 252                | 283                | 327                | 465                | 472                | 491                | 504                | 567                | 517                | 571                | 527                | 382                | 327                | 255                | 210                | 159                |

## Nevezetességei
Szent Miklós tiszteletére szentelt pravoszláv parochiális temploma 1846-ban épült klasszicista stílusban. Már előtte is állt itt egy templom, mely jól látható az első katonai felmérés 1774-ben készített térképén. Egyhajós épület keletelt, félköríves apszissal, a nyugati homlokzat felett emelkedő harangtoronnyal. A hajót csehsüveg boltozat, a szentélyt félkupola fedi. Berendezése az építés idejéből származik.